# قلعة مراغوش
قلعة مراغوش هي قرية في مقاطعة شبستر، إيران. عدد سكان هذه القرية هو 271 في سنة 2006.